# Размерность пространства

Проекции фигур разной размерности на плоскость

Разме́рность — количество независимых параметров, необходимых для описания состояния объекта, или количество степеней свободы системы.

## Определения
Существует несколько различных подходов к определению размерности, например
- Размерность векторного пространства определяется числом базисных векторов.
- Комбинаторная размерность множества определяется на основании его комбинаторных свойств и может быть произвольным неотрицательным числом[1].
- Более общие определения даны в теории размерности
  - Размерность Лебега, или топологическая размерность.
  - Хаусдорфова размерность метрического пространства.
  - Размерность Минковского допускает обобщение на фракталы, при этом их размерность может быть произвольным неотрицательным числом.

## В физике
Пространственные измерения:
классические физические теории описывают трёхмерные физические измерения.

## Примеры

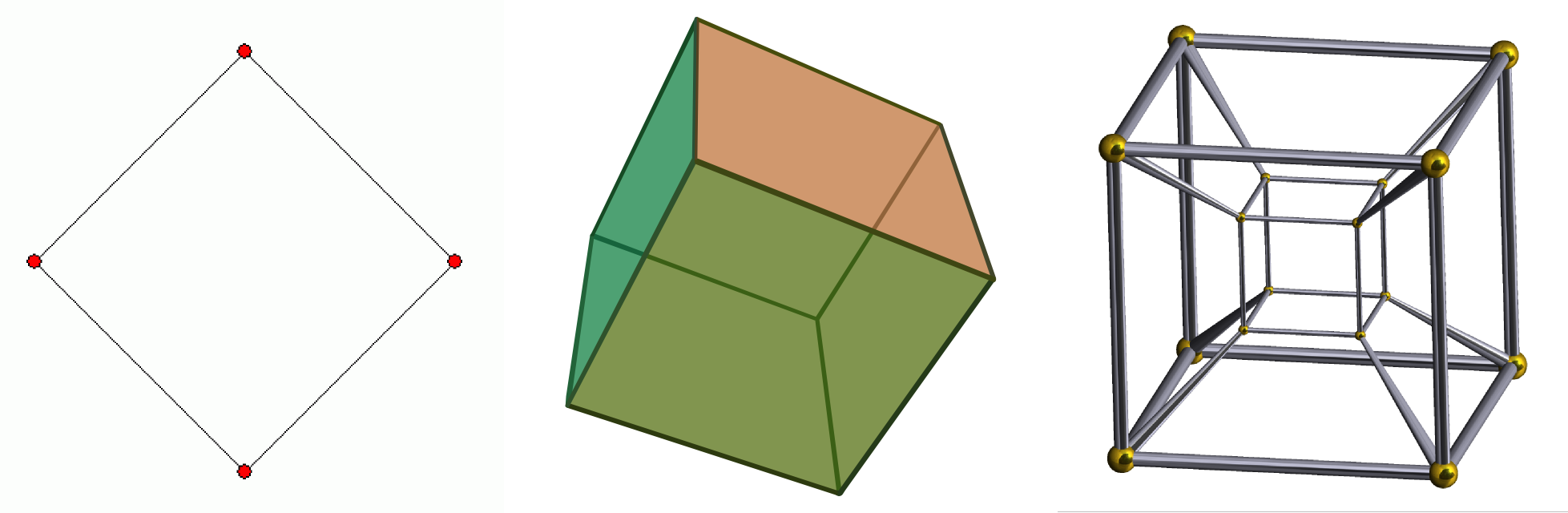
Квадрат, куб и тессеракт соответственно

- Для того, чтобы описать положение окружности на плоскости, достаточно трёх параметров: двух координат центра и радиуса, то есть: пространство окружностей на плоскости — трёхмерно; пространство точек на той же поверхности — двумерно; тем не менее сама окружность — пространство точек на окружности — одномерна: любая её точка может быть описана одним параметром.
- В рамках ходовых моделей поверхности нашей планеты для определения положения города (город при этом рассматривается не как двумерный объект, а как точка) на поверхности Земли достаточно двух параметров, а именно: географической широты и географической долготы. Соответственно: пространство в таких моделях является двумерным (сокращённо — 2D, от англ. dimension), см. геопространство.
- В рамках ходовых моделей нашей физической реальности для определения положения некоего объекта, к примеру — самолёта (самолёт при этом рассматривается не как трёхмерный объект, а как точка), требуется указать три координаты — дополнительно к широте и долготе нужно знать высоту, на которой он находится. Соответственно: пространство в таких моделях является трёхмерным (3D). К этим трём координатам может быть добавлена четвёртая (время) для описания не только текущего положения самолёта, но и момента времени. Если добавить в модель ориентацию (крен, тангаж, рыскание) самолёта, то добавятся ещё три координаты и соответствующее абстрактное пространство модели станет семимерным.